# Dansar med stjärnor
Dansar med stjärnor (finska: Tanssii tähtien kanssa) är ett finskt underhållningsprogram som visats på MTV3 sedan 2006. Dansar med stjärnor är finländsk anpassning av brittiska BBC:s originalformat Strictly Come Dancing som i hemlandet premiärvisades 2004. Programmets tolfte säsong hade premiär hösten 2019.

## Programledare
- Marco Bjurström (2006–2009)
- Ella Kanninen (2006–2007, 2012)
- Vanessa Kurri (2008)
- Vappu Pimiä (2009–2011, 2014–)
- Mikko Leppilampi (2010–2021)
- Tuija Pehkonen (2020)
- Ernest Lawson (2022–)